# Panaphis nepalensis
Panaphis nepalensis är en insektsart som först beskrevs av Quednau 1973.  Panaphis nepalensis ingår i släktet Panaphis och familjen långrörsbladlöss.

## Underarter
Arten delas in i följande underarter:
- P. n. yunlongensis
- P. n. nepalensis